# Salukijja
Salukijja (arab. سلوكية) – wieś w Syrii, w muhafazie Hama. W 2004 roku liczyła 773 mieszkańców.